# Petit appartement de la reine

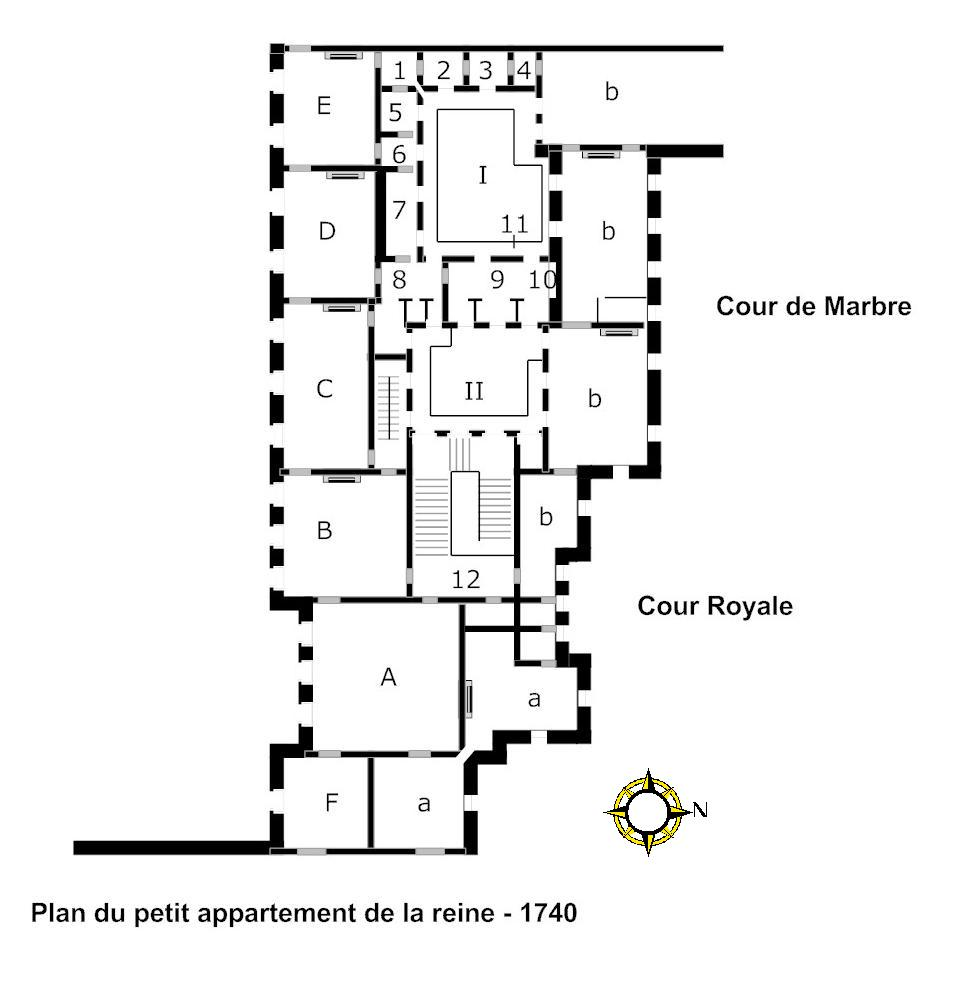
Pianta del petit appartement de la reine nel 1740:
1 escalier
2 service de la reine
3 valet du roi
4 passage
5 cabinet de la chaise
6	oratoire
7 petite galerie (cabinet des chinois; laboratoire)
8 pièce des bains
9 grand cabinet intérieur
10 arrière cabinet
11 terrasse
12 escalier de la reine
A-F grand appartement de la reine
a ancien appartement de la marquise de Maintenon
b appartement du roi
I cour de Monseigneur
II cour de Monsieur

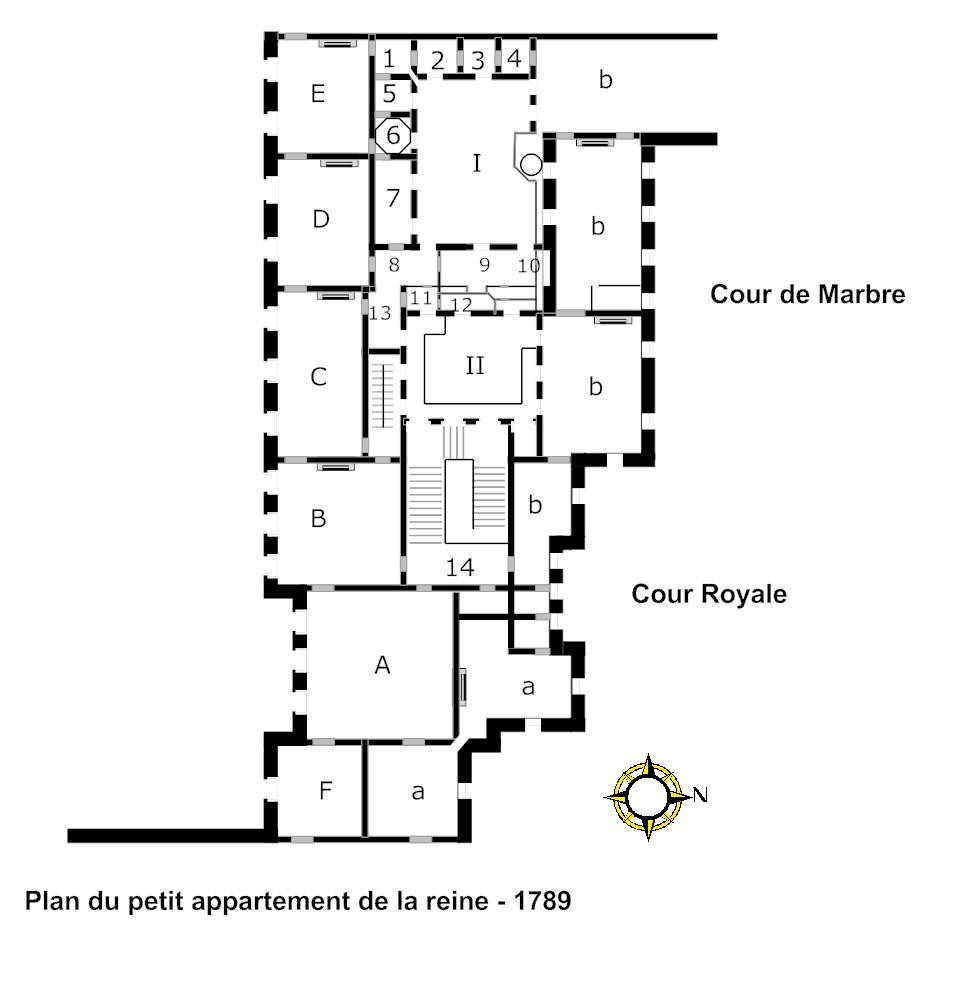
Pianta del petit appartement de la reine nel 1789:
1 escalier
2 service de la reine
3 escalier à l’appartement de la reine au rez-de-chaussée
4 passage
5 cabinet de la chaise
6 cabinet de la Méridienne
7 bibliothèque
8 supplément de la bibliothèque
9 grand cabinet intérieur
10 arrière cabinet
11 pièce des bains
12 chambre des bains
13 antichambres
14 escalier de la reine

Il petit appartement de la reine è una serie di stanze nella Reggia di Versailles. Queste stanze, situate dietro il grand appartement de la reine, e che si aprivano sui cortili interni del palazzo, furono gli appartamenti privati della regina di Francia, da Maria Teresa di Spagna, a Maria Leszcynska sino a Maria Antonietta ed anche della principessa Maria Adelaide di Savoia come delfina di Francia. Le stanze nel petit appartement de la reine vennero restaurate dopo il ritorno della monarchia alle condizioni in cui vennero lasciate da Maria Antonietta dopo il suo abbandono del palazzo nella notte del 6 ottobre 1789.

## Maria Teresa
Al completamento dell'eveloppe di Le Vau, gli appartamenti privati della regina consistevano in una suite di cinque stanze aperte sul lato sud della cour de marbre e verso un più piccolo cortile interno - al tempo chiamato cour de la reine. In queste stanze, Maria Teresa conduceva la propria vita privata famigliare. Poche informazioni si hanno circa le decorazioni e il mobilio di queste stanze, in quanto la regina le utilizzò poco e sino alla sua morte nel 1683.
Le modifiche di maggior rilievo al petit appartement de la reine vennero realizzate dopo il matrimonio del nipote di Luigi XIV, il duca di Borgogna, con la principessa Maria Adelaide di Savoia nel 1697. Poco dopo il matrimonio, nel 1699, venne costruita una suite di tre stanze - conosciuta col nome di appartement de nuit du duc de Bourgogne. Queste stanze vennero create per la visita del giovane duca e della moglie e consistevano di una camera da letto, di un gabinetto e di un guardaroba, parte del petit appartement de la reine che divideva la cour de la reine dalla cour de Monseigneur. Queste stanze inoltre comunicavano con l'appartement du roi e formavano parte del petit appartement de la reine e vennero utilizzate dalla principessa sino alla sua morte nel 1712.

## Maria Leszczyńska

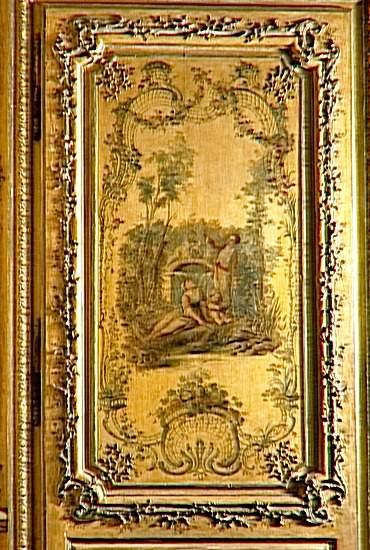
Arrière cabinet dettaglio dei pannelli oro e verdi decorati a vernis Martin, metà del XVIII secolo, proveniente dagli appartamenti della principessa Maria Giuseppa di Sassonia.

Sotto Maria Leszczyńska, il petit appartement de la reine subì tre distinte fasi di modifica: 1728-1731, 1737–1739, e 1746-1748.
La fase del 1728-1731 ebbe come risultato la costruzione della chambre des bains (1740 pianta #8), della petite galerie (1740 pianta #7), e di un oratorio (1740 pianta #6).
La fase del 1737-1739 vide significative ridecorazioni nella petite galerie con un decoro di pannelli verdi ed oro vernis Martin. A quel tempo, l'appartement de nuit du duc de Bourgogne venne rimodellato ad uso della regina con la costruzione del grand cabinet intérieur (1740 pianta #9) e dell'arrière cabinet (1740 pianta #10), entrambi con decorazioni contraddistinte da pannelli alle pareti intagliati o dipinti. Sempre in questo periodo nell'appartamento si trovavano numerosi dipinti di artisti come François Boucher e Charles-Antoine Coypel
La fase del 1746-1748 vide la ridecorazione della petite galerie. Durante questo periodo essa venne definita alternativamente cabinet des chinois – per via delle numerose cineserie e disegni a tema che adornavano la stanza - o laboratoire – nel senso di laboratorio pratico ove Maria Leszczyńska coltivava i suoi hobbies. Fu in questo periodo che l'oratoire venne convertito nel cabinet de la Méridienne con una nuova pannellatura ad opera di  Jacques Verberckt. La pièce des bains venne ridecorata con pannelli dei fratelli Rousseau e pitture di Charles-Joseph Natoire. Il grand cabinet d'intérieur ricevette una nuova pannellatura ad opera di Verberckt.
Con la morte di Maria Leszczyńska nel 1768, il petit appartement de la reine rimase vacante sino all'arrivo della nuova delfina, Maria Antonietta, nel 1770.

## Maria Antonietta
La fama del petit appartement de la reine venne mantenuta anche nelle mani dell'ultima regina di Francia dell'Ancien Régime e lo stato attuale di questo appartamento rispecchia il gusto e la vita all'epoca di Maria Antonietta. Le modifiche al petit appartement de la reine ad opera di Maria Antonietta iniziarono nel 1779.
In quell'anno Maria Antonietta ordinò al suo architetto favorito, Richard Mique, di coprire tutti i muri del petit appartement de la reine con un satin bianco decorato con arabesche floreali in oro, di modo da dare coesione decorativa a tutte le stanze. Il costo di questa operazione fu di circa 100.000 lire francesi.
Nel 1781, per commemorare la nascita del primo delfino, Luigi XVI commissionò a Richard Mique di ridecorare il cabinet de la Méridienne (1789 pianta #6). Era in questa stanza che Maria Antonietta sceglieva il vestito da indossare quotidianamente.
In quello stesso anno, la bibliothèque – che occupava il sito della petite galerie di Maria Leszczyńska – (1789 pianta #7) ed il supplément de la bibliothèque – che occupava il sito della pièce des bains di Maria Leszczyńska – (1789 pianta #8), oltre alla sala toilette à l'anglaise, alla pièce des bains ed alla salle des bains vennero ristrutturate aprendole verso la cour de Monsieur.
L'ultima e principale modifica al petit appartement de la reine venne apportata nel 1783 quando Maria Antonietta ordinò una completa ridecorazione del grand cabinet intérieur. La costosa stoffa da parati qui venne rimpiazzata con pannelli intagliati da Richard Mique. Le nuove decorazioni portarono alla stanza il nome di cabinet doré.
Di tutte le particolarità del petit appartement de la reine, il cosiddetto passaggio segreto che collegava il grand appartement de la reine con l'appartement du roi è una di quelle che sono diventate leggendarie nella storia della Reggia di Versailles. Il passaggio viene datato oggi al tempo di Maria Teresa, ma si tende a credere che esso forse perlopiù una stanza di servizio e che per l'occasione potesse essere un modo per il re e per la regina per comunicare l'uno con l'altro (1740 pianta #1-4; 1789 pianta #1-4). È vero ad ogni modo che Maria Antonietta, che stava dormendo nella chambre de la reine nel grand appartement de la reine, fuggì dalla rivolta dei parigini del 5/6 ottobre 1789 utilizzando questo passaggio segreto.

## Galleria d'immagini
| |                                                                      |                                           |                          |
| Bibliothèque | Supplement de la bibliothèque — annesso alla biblioteca della regina | Grand cabinet intérieur — le cabinet doré | Cabinet de la Méridienne |
| |                                                                      |                                           |                          |
| La sala da pranzo al secondo piano. I piatti esposti nelle vetrinette angolari sono della manifattura di Sèvres ed appartengono ad un servizio ordinato da Maria Antonietta nel 1784 | Sala da Biliardo di Maria Antonietta, secondo piano                  | Bagno al piano terra                      |                          |